# Вехи на пути
«Вехи на пути» (араб. معالم في الطريق‎ — «Маа́лим фи-т-тари́к») — книга исламского мыслителя Сайида Кутба, опубликованная в 1964 году. Автор, идеолог общественного движения «Братья-мусульмане», изложил своё мнение об исламском обществе и культуре, а также предложил план действий по устройству исламского мира. Кутб призывал мусульман отвергнуть западное общество (джахилия).
Это самый известный труд Кутба, который оказал влияние на мусульман. Кутб писал, что ислам является «всеобщей декларацией освобождения человека на этой земле от порабощения другим человеком». Американский политик Генри Киссинджер в 2014 году характеризовал работу Кутба как «объявление войны против существующего мирового порядка», «основополагающий текст современного исламизма».
Решением Вахитовского районного суда г. Казани от 5 марта 2010 года брошюра «Вехи на пути Аллаха» была признана экстремистским материалом. 27 ноября 2018 года Министерством Юстиции России была внесена в федеральный список экстремистских материалов под № 4629.